# One Piece: Stampede
One Piece: Stampede ist der dreizehnte Zeichentrick-Kinofilm zur Anime-Serie One Piece, die wiederum auf der gleichnamigen Manga-Serie des Mangaka Eiichirō Oda basiert.
Der Film kam am 9. August 2019 in die japanischen Kinos und feierte am 23. Januar 2020 in München seine Premiere und kam fünf Tage später in die deutschen und österreichischen Kinos. Am 22. Juni erschien der Film mit deutscher Synchronisation auf DVD und Blu-ray.

## Handlung
Der Film handelt in der Neuen Welt der fiktiven One-Piece-Welt. Die Strohhutbande macht sich auf den Weg zum Piratenfestival, um an einer Schatzjagd teilzunehmen. Der Preis soll etwas besonderes sein, weshalb auch viele andere Piraten daran teilnehmen. Doch die Marine ist den Piraten mal wieder auf den Fersen.

## Veröffentlichungen
Im Dezember 2018 enthüllte Shūeisha die neuen Kostüme und Charakterdesigns von Eiichirō Oda, welcher für den Film als Berater und Charakterdesigner mit fungiert. Der Film wurde in Japan von Tōei Animation produziert und feierte am 1. August 2019 seine Premiere in Osaka. Der japanische Kinostart war am 9. August 2019.
Der Film wurde ab dem 24. September 2019 im Original mit deutschen Untertiteln in über 300 Kinos in Deutschland und Österreich im Rahmen der KAZÉ Anime Nights 2019 aufgeführt.
Die deutschsprachige Premiere fand am 23. Januar 2020 im Mathäser-Filmpalast in München im Beisein des Synchronscasts statt, während die deutschland- und österreichweite Premiere am 28. Januar 2020 im Rahmen der KAZÉ Anime Nights 2020 in über 300 Kinos stattfand.

## Synchronisation
Für die deutsche Synchronisation war die Firma Rescue Film GmbH aus München zuständig. Das Dialogbuch wurde von Yannick Forstenhäusler geschrieben, der ebenfalls die Synchronregie übernommen hatte.
| Rolle                          | Japanischer Sprecher (Seiyū) | Deutscher Sprecher       |
| ------------------------------ | ---------------------------- | ------------------------ |
| Monkey D. Ruffy                | Mayumi Tanaka                | Daniel Schlauch          |
| Lorenor Zorro                  | Kazuya Nakai                 | Uwe Thomsen              |
| Nami                           | Akemi Okamura                | Stephanie Kellner        |
| Lysop                          | Kappei Yamaguchi             | Dirk Meyer               |
| Sanji                          | Hiroaki Hirata               | Hubertus von Lerchenfeld |
| Tony Chopper                   | Ikue Ohtani                  | Martin Halm              |
| Nico Robin                     | Yuriko Yamaguchi             | Simone Brahmann          |
| Cutty „Franky“ Framm           | Kazuki Yao                   | Frank Engelhardt         |
| Brook                          | Yūichi Nagashima             | Benedikt Gutjan          |
| Douglas Bullet                 | Tsutomu Isobe                | Kai Taschner             |
| Buena Festa                    | Yūsuke Santamaria            | Torsten Münchow          |
| Donald Moderate                | Ryota Yamasato               | Frank Lenart             |
| Trafalgar D. Water Law         | Hiroshi Kamiya               | Manou Lubowski           |
| Eustass „Captain“ Kid          | Daisuke Namikawa             | Ole Pfennig              |
| Killer                         | Kenji Hamada                 | Yannick Forstenhäusler   |
| Jewelry Bonney                 | Reiko Kiuchi                 | Sonja Reichelt           |
| Capone Bege                    | Naoki Tatsuta                | Robert Dölle             |
| Basil Hawkins                  | Shigenori Sōya               | Niko Macoulis            |
| Scratchmen Apoo                | Mitsuaki Madono              | Wolfgang Schatz          |
| Urouge                         | Taiten Kusunoki              | Matthias Kupfer          |
| X Drake                        | Eiji Takemoto                | Martin Boncivini         |
| Smoker                         | Mahito Ōba                   | Ekkehardt Belle          |
| Tashigi                        | Junko Noda                   | Maren Rainer             |
| Buggy                          | Shigeru Chiba                | Gudo Hoegel              |
| Boa Hancock                    | Kotono Mitsuishi             | Ilena Gwisdalla          |
| Dracule Mihawk                 | Hirohiko Kakegawa            | Matthias Klie            |
| Galdino (Mr. 3)                | Nobuyuki Hiyama              | Manfred Trilling         |
| Alvida                         | Yōko Matsuoka                | Angela Wiederhut         |
| Mohji                          | Shigenori Sōya               |                          |
| Cabaji                         | Endō Moriya                  |                          |
| Admiral Issho / Fujitora       | Ikuya Sawaki                 | Walter von Hauff         |
| Admiral Borsalino / Kizaru     | Ryōtarō Okiayu               | Mike Carl                |
| Großadmiral Sakazuki / Akainu  | Fumihiko Tachiki             | Holger Schwiers          |
| Hina                           | Tomoko Naka                  | Michèle Tichawsky        |
| Corby                          | Mika Doi                     | Tim Schwarzmaier         |
| Helmeppo                       | Kōichi Nagano                | Gerd Meyer               |
| Sentomaru                      | Kazue Ikura                  | Max Felder               |
| Monkey D. Garp                 | Hiroshi Naka                 | Dieter Memel             |
| Sengoku                        | Tōru Ōkawa                   | Matti Klemm              |
| Sabo                           | Tōru Furuya                  | Felix Mayer              |
| Koala                          | Satsuki Yukino               | Maresa Sedlmeir          |
| Rob Lucci                      | Tomokazu Seki                | Manfred Trilling         |
| Marshall D. Teach/„Blackbeard“ | Akio Ōtsuka                  | Christoph Jablonka       |
| Ann                            | Rino Sashihara               | Nicolle Gonsior          |
| Sir Crocodile                  | Ryūzaburō Ōtomo              | Frank Röth               |
| Foxy                           | Bin Shimada                  | Christian Weygand        |
| Wapol                          | Bin Shimada                  | Dirk Galuba              |
| Bartolomeo                     | Showtaro Morikubo            | Max Felder               |
| Cavendish                      | Akira Ishida                 | Peter Frerich            |
| Perona                         | Kumiko Nishihara             | Anke Kortemeier          |
| Gol D. Roger                   | Masane Tsukayama             | Holger Schwiers          |